# Sección Especial (película)
Sección Especial es una película de 1975 dirigida por Costa-Gavras cuyo título original en francés es Section spéciale. La película cuenta la historia de la creación por parte del  gobierno de Vichy de un tribunal especial para juzgar a los combatientes de la resistencia o a los presuntos combatientes de la resistencia.

## Sinopsis
En junio de 1941, Hitler atacó a la URSS y puso fin al Pacto germano-soviético. Los comunistas franceses entraron entonces en la fase de resistencia armada.
El 21 de agosto de 1941, un joven militante comunista, más tarde conocido como el coronel Fabien, mató a tiros a un soldado alemán, el guardiamarina Alfons Moser, en el metro de París. Este episodio es conocido como el "atentado del metro de Barbès".
Temiendo represalias alemanas entre la población parisina, el gobierno de Vichy decidió tomar la iniciativa. Con la aprobación del almirante Darlan (vicepresidente del Consejo), Pierre Pucheu, ministro del Interior, propuso al Consejo de Ministros, presidido por el mariscal Pétain, que adoptara una ley de emergencia para juzgar, con el fin de obtener una sentencia de muerte, a seis franceses a cambio de la vida del guardiamarina Moser y así satisfacer a la marina alemana. Estos seis acusados fueron elegidos entre los enemigos o indeseables del régimen de Vichy: comunistas y judíos.
Alrededor de la mesa, además de Pétain, Darlan y Pucheu, Joseph Barthélemy, ministro de Justicia, el general Huntziger, secretario de Estado de la Guerra, el general Bergeret, secretario del Aire, Yves Bouthillier, ministro de Economía, etc.
Pétain dejó que Pucheu hiciera lo suyo, pero Barthélemy, profesor de derecho, levantó la cabeza y finalmente se sometió a las órdenes del mariscal; le siguen los demás ministros.
Esta ley de emergencia tenía que ser retroactiva (ya que las sentencias debían pronunciarse y ejecutarse lo antes posible), tanto es así que los ministros, poco acostumbrados a este tipo de ejercicios, la firmaron dejando en blanco un artículo entero, artículo que luego fue redactado en París por el fiscal del Estado Maurice Gabolde antes de su publicación en el Diario Oficial. Además de su carácter retroactivo, esta ley es única en el sentido de que las condenas no tienen que ser motivadas y no es posible apelar; asigna jurisdicción a "secciones especiales" del Tribunal de Apelación (de ahí el título de la película).
Después de la mascarada legislativa (la ley incluso está retroactiva para dar la impresión de que fue aprobada antes del atentado) y la parodia de la justicia (uno de los acusados ya ha sido juzgado), comienza una doble carrera contra el tiempo: del lado de las autoridades francesas para guillotinar a los seis acusados, y del lado de la defensa para salvarlos. en particular, a través de un llamamiento de clemencia presentado ante el Jefe del Estado, el mariscal Pétain, el mismo que firmó la ley.

## Ficha técnica
- Título original en francés : Sectión spéciale
- Realización : Costa-Gavras, asistido por Denys Granier-Deferre y Jean-Michel Lacor
- Guion : Costa-Gavras y Jorge Semprún, basado en El asunto de la Sección Especial de Hervé Villeré
- Decoraciones : Max Douy
- Trajes : Hélène Nourry
- Fotografía : Andreas Winding
- Sonido : Harald Maury y Jacques Maumont
- Montaje : Françoise Bonnot
- Música : Eric Demarsan
- Producción : Gérard Crosnier (ejecutivo), Jacques Perrin, Giorgio Silvagni (productores) y Claude Heymann (asociado)
- Sociedades de producción : Reggane films, Les Productions Artistes Associés,Goriz Film y Janus Film
- Empresa distribuidora : United Artists (Francia)
- País de origen : Francia ,  Italia y  Alemania Occidental
- Idiomas originales : francés, inglés y alemán
- Formato : color ( Eastmancolor ) - 35 mm - 1.66:1 - sonido mono
- Género : drama histórico
- Duración : 110 minutos
- Fechas de estreno :
  -  Francia 23 de abril de 1975
  -  Suiza 16 de mayo de 1975
  -  Italia 10 de octubre de 1975
  -  Alemania Occidental 30 de mayo de 1976

## Distribución

### Políticos y altos funcionarios
- Michael Lonsdale : Pierre Pucheu, Ministro del Interior
- Luis Seigner : Joseph Barthélemy, Guardián de los Sellos
- François Maistre : Fernand de Brinon, delegado general del gobierno francés en los territorios ocupados
- Roland Bertín : Georges Dayras, Secretario General del Ministerio de Justicia
- Ivo Garrani : Almirante François Darlan, vicepresidente del Consejo
- Henri Serré : prefecto Jean-Pierre Ingrand, delegado del Ministerio del Interior en la zona ocupada
- Pierre Risch : Lucien Romier, ministro de Estado
- Hugo Morton : Almirante William Leahy, embajador de los Estados Unidos
- Rick Neilan : el asistente del embajador de Estados Unidos
- René Eyrouk : José Félix de Lequerica, embajador de España
- Jean-Marie Robain : General Jean Bergeret, Secretario de Estado de Aviación
- Henri Marteau : Henry du Moulin de Labarthète, director de la oficina civil del mariscal Pétain

### Magistrados y abogados
- Pierre Dux : Raoul Cavarroc, fiscal general
- jacques francois : Maurice Gabolde, fiscal del Estado francés
- Claudio Gora : Francis Villette, el primer presidente del tribunal de apelación
- Claude Piéplu : Michel Benon, presidente de la Sección Especial
- Jacques Perrin : M Roger Lafarge, abogado de Abraham Trzebrucki
- Michel Galabrú : Presidente Jean Cournet
- Julien Guiomar : el general sustituto Maurice Tetaud, el “ refractario »
- Jean Bouise : René Linais, el asesor
- Hubert Gignoux : Maurice Cottin, el juez “ en negro »
- Julien Bertheau : Abogado General Victor Dupuich, jefe de la Fiscalía Central
- Jacques Ouvrier : Robert Baffos, asesor
- Alain Nobis : Paul Larricq, asesor
- Campeón de vaqueros : Abogado General Léon Guyenot
- Mauricio Teynac : sustituto general Lucien Guillet
- Robert Benoit Me Jacquinot, abogado de Léon Redondeau
- Gilberto Brandini : Mmí Yung, abogado de Lucien Sampaix
- Jean-François Gobbi : Mmí Roger Hild, abogado de Bernard Friedmann
- Patricio Lanzarote : Mmí Girbouille, abogado de André Bréchet
- Jean-Pierre Miquel : M Alec Mellor, abogado de Émile Bastard
- Luis Daquin : Presidente Étienne Carpentier del Colegio de Abogados de París
- Claude Vernier : Presidente Baudry de la Sala Duodécima del Tribunal del Sena
- Jacques Mathou:[2] Mmí Montillot, abogado de Octave Lamand
- Patrick Feigelson:[2] un abogado

### Los alemanes
- Heinz Bennent : Mayor Beumelburg
- Hans Richter : General Otto von Stülpnagel, el militärbefehlshaber
- Romain Bouteille : El sargento Hans Gerecht, el petrolero alemán en el metro
- Daniel Bretón : Guardiamarina auxiliar naval Alfons Moser
- Dagmar Heller : Secretario del mayor Beumelburg
- Willy Schultes : D Jonathan Schmid, Jefe de Personal Administrativo

### Los resistentes
- Jacques Spiesser : Pierre Georges, conocido como Frédo (más tarde coronel Fabien)
- Patricio Raynal : Pierre, el abanderado resistente
- Michael Caccia : resistente
- Denis Le Guillou : Henri Gautherot, uno de los dos manifestantes ejecutados
- Jean-Gabriel Nordmann : Robert Gueusquin, el luchador de la resistencia que cita a Engels y acompaña a Frédo al metro
- Pierre-François Pistorio : resistente
- Nathalie Roussel : un resistente
- Gilles Tamiz : Samuel Tyszelman, uno de los dos manifestantes ejecutados
- Yves Wecker : Fernand Zalkinow, un luchador de la resistencia que acompaña a Frédo al metro
- Eric Laborey : Gilbert Brustlein, el luchador de la resistencia que ayuda a Frédo en el metro
- Didier Alberto : resistente
- Carole Lange : un resistente

### Los acusados
- Bruno Cremer : Lucien Sampaix, periodista ex secretario general de L'Humanité
- Yves Robert : Émile Bastard, uno de los condenados a muerte
- Jean-Denis Robert : Émile Bastardo joven
- Guy Rétoré : André Bréchet, uno de los condenados a muerte
- Jacques Rispal : Abraham Trzebrucki, uno de los condenados a muerte
- Eric Rouleau : Bernardo Friedmann
- Guy Mairesse : León Redondeau

### Otros papeles
- Yvon Leenart : el conductor
- Vicente Darconat : un cantante de ópera
- Andrés Simón : un cantante de ópera
- Jacques Marte : un cantante de ópera
- Jacques Monnet : el locutor de ópera
- Eva Simonet : Marguerite-Marie, hija y secretaria del Ministro de Justicia
- Claude-Émile Rosen : el anciano en silla de ruedas durante la manifestación
- Nicole Desailly : el compañero del verdugo
- Serge Marquand : André Obrecht, primer adjunto del Ejecutor
- Maurice Dorléac : Jules-Henri Desfourneaux, ejecutor jefe de sentencias penales
- Mauricio Baquet : Marcel Parinet, secretario de la Fiscalía General
- Bernardo Zacarías
- William Sabatier : el funcionario de la prefectura
- Raquel Salik :  la madre de Lafarge
- János Gönczöl : El padre del M. Lafarge
- Teresa Liotard : la hermana de Me Lafarge
- Fanny Del Brice : el compañero del presidente Benon
- Roland Monod : Comisario René de la Brigada Especial N&nbsp;2 procede al interrogatorio de Bréchet
- Agnès Castillo : Pauline, compañera de Émile Bastard
- Yves Montand:[2] Bob Castella [2] y Costa-Gavras [2] milicianos comedores de sopa

## Producción

### Lugares de rodaje
- París
  - Manifestación: bulevar de Bonne-Nouvelle, luego fuga de manifestantes: rue de la Lune y rue de Cléry (o rue Beauregard, estas dos calles se unen al llegar al bulevar de Bonne-Nouvelle)
  - Patio de la Basílica del Sacré-Cœur en Montmartre.
  - Estación de metro Barbès-Rochechouart.
  - Flashback de Parc Monceau y Square Rapp durante el interrogatorio de Émile Bastard en el juicio.
- Allier .
- Vichy.
  - Hotel del Parque.

## Premios
- Premio de dirección empatado para Costa-Gavras en el Festival de Cine de Cannes de 1975 .
- Nominada a los Globos de Oro a la Mejor Película Extranjera en 1976.
- Tercera mejor película extranjera en el National Board of Review 1975.

## Recepción

### Comentarios

#### Análisis
Sección Especial forma parte del ciclo de películas políticas de Costa-Gavras: Z (1969), La confesión (1970), Estado de sitio (1972), así como la película de Henri Verneuil, Yo... como Ícaro (1979), las cuatro con Yves Montand  en el papel principal, mientras que aquí esta última aparece solo fugazmente. Estas películas tienen como hilo conductor la relación entre el mundo de la política y la justicia, y Sección Especial no es una excepción. Sin embargo, a diferencia de sus predecesoras, Sección Especial no es una ficción a medias basada en hechos reales, sino una reconstrucción meticulosa de acontecimientos históricos, basada esencialmente en la obra de Hervé Villeré, que no se basó en los archivos judiciales franceses —a los que se le negó el acceso— sino en los archivos alemanes.
El asunto de las secciones especiales jugó un papel importante en la condena a muerte de Pierre Pucheu en Argel en marzo de 1944. Fue un punto de partida para una discusión histórica sobre la política de  colaboración: los colaboradores la vieron como una forma de limitar las represalias de los alemanes y, sobre todo, de dirigirlos hacia los franceses "de menor calidad"; Los partidarios de De Gaulle le reprochaban no sólo haber sometido la justicia francesa al ocupante, sino sobre todo haber hecho distinciones odiosas entre los franceses.
Este caso pone de relieve el papel personal desempeñado por Pétain. En esta ocasión, no fue sometido a ninguna presión directa por parte de los alemanes, a diferencia de los acontecimientos del 13 de diciembre de 1940, por ejemplo. Costa-Gavras "representa" a Pétain al no mostrarlo: oímos su voz, vemos sus manos y sus mangas (tachonadas de estrellas), pero nunca vemos su rostro. Costa-Gavras representa la atmósfera tan especial de Vichy en 1941. Se destacan tres aspectos: el carácter casi ridículo de la aglomeración de un gobierno en una pequeña ciudad de provincias, la importancia capital, para la población de las dos zonas, de las decisiones tomadas en un contexto tan inadecuado, y la cuasi deificación de Pétain, que parece flotar por encima de los acontecimientos.
Mientras que el tema de la película es más bien "dirigido", prácticamente todas las "personalidades" del régimen de Vichy aparecen en la pantalla, incluido Fernand de Brinon (de quien se dice que restauró su castillo en La Chassagne – Felletin, en Creuse – gracias a fondos secretos), Jean-Pierre Ingrand y Georges Dayras para la zona ocupada. Incluso el embajador de Estados Unidos, el almirante William Leahy, aparece en la película.
Los papeles más importantes no fueron otorgados a los actores más conocidos: celebridades como Michel Galabru, Yves Robert, Pierre Dux, Bruno Crémer y Jacques Perrin interpretaron solo papeles secundarios.
La pieza Impromptus húngaro ( Momento musical op. 94 n 3 en fa menor, D. 794 ) de Franz Schubert se representa en la cena que reúne al mando militar alemán.
La película comienza con la representación de la ópera Boris Godunov .

#### Detalles correctos e incorrectos.
- Aunque muy similar, el discurso de Pétain al final de Boris Godunov no es la grabación original, que contiene demasiados crujidos. El texto original termina con "es de vosotros mismos que quiero salvaros", mientras que el discurso de la película termina con "es de vosotros mismos que pretendo salvaros". Contrariamente a lo que afirman los diálogos de la película, Pierre Pucheu nunca luchó en las filas nacionalistas durante la Guerra Civil Española .
- El traje del almirante Darlan parece tener solo cuatro estrellas en las mangas y una sola corona de hojas de roble en la banda de la gorra. : Para un Almirante de Flota, estos números normalmente serían cinco y dos, respectivamente.
- La decoración de la Francisque, usada en particular por Pucheu y Brinon, no corresponde al modelo oficial sin anillo y plata.
- La daga que portaba Alfons Moser parece ser del modelo del Heer (ejército) y no de la Kriegsmarine.
- Frente al Hôtel du Parc, las "placas" que llevan este nombre son en realidad paneles de cartón colocados demasiado lejos, a ambos lados de la entrada. Además, el hotel que precede al Hotel du Parc que viene de los manantiales es el Majestic y no el Hotel Thermal (ahora el Hotel Aletti Palace). Del mismo modo, el Hôtel des Célestins no es visible ni desde el Hôtel du Parc ni desde el Pavillon Sévigné (durante un Consejo de Ministros, uno de sus miembros mira por la ventana y "ve" el Hôtel des Célestins).
- Al principio de la película, se habla de consejos de ministros restringidos, celebrados sin la presencia del Ministro de Justicia: esto no se corresponde con la realidad.
- Podemos ver que el fiscal, Gabolde, sufre de una cojera: de hecho, le habían amputado una pierna durante la Gran Guerra.
- Es bastante sorprendente ver, cuando el Sr. Lafarge llegó a Vichy, el palco del mariscal Pétain custodiado por soldados, con bayonetas en el cañón, vistiendo en el verano de 1941 la pesada capucha y casco de 1940: el mariscal tenía a su Guardia Personal vestida con un uniforme específico (casco y túnica de cuero de las tropas de caballería, entre otros). Del mismo modo, se dijo que el oficial presente en ese momento Los apellidos y nombres de los acusados son exactos. Se pueden encontrar en placas conmemorativas o entre los 13 ejecutados en Caen.